# Ge Hong
Ge Hong (葛洪; b. 283 - d. 343 o 364) fou un estudiós durant la Dinastia Oriental Jin, i l'autor d'Essays on Chinese Characters És l'originador del Primer Ajut en la MTX (medicina tradicional xinesa) i influi en moltes generacions posteriors.
Ge Hong fou el tercer fill d'una família benestant. El seu pare morí quan ell tenia 13 anys. Sovint se'l consultava per valorar els seus amics com a candidats possibles per a llocs en l'oficina del govern i fou també escollit pel servei militar. Tanmateix no era feliç amb la seva vida militar. Tot i que ell mai va refusar el confucianisme, va estar més interessat en el taoisme i utilitzà fàrmacs per aconseguir les llibertats espirituals d'un immortal. Va escriure una autobiografia de la seva vida que va ser l'última part dels seus escrits.
El seu avi va servir com a Ministre de Personal i el seu pare fou governador. En l'època de Ge Hong, tot i que la família declinava, arribà a ser marquès de la zona, un reconeixement al seu meritori passat militar.